# بالبفیلوم اکرناتویدس
بالبفیلوم اکرناتویدس (نام علمی: Bulbophyllum ecornutoides) نام یک گونه از تیره ثعلبیان است.